# Kapisanan ng Industriya ng Plaka ng Pilipinas

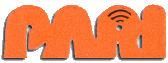
Logo der PARI

Die Kapisanan ng Industriya ng Plaka ng Pilipinas (Filipino für ‚Philippine Association of the Record Industry‘), kurz PARI, ist eine interprofessionelle Organisation, die die Interessen der philippinischen Musikindustrie vertritt. Gegründet wurde der Verband am 10. Februar 1972. Aufgaben des Verbandes sind die Musikrechtevertretung sowie die Vergabe von Auszeichnungen für Musikalben, Singles und Videoalben. Des Weiteren veranstaltet die PARI die jährliche Verleihung der Awit Awards sowie die Philippine International Songwriting Competition.

## Auszeichnungen für Musikverkäufe

### Nationale Alben
| Auszeichnung | ab 1977 | 1990 bis 31. Dezember 2006 | 1. Januar 2007 bis 30. September 2008 | 1. Oktober 2008 bis 31. März 2009 | 1. April 2009 bis 28. Februar 2011 | 1. März 2011 bis 28. Februar 2012 | seit 1. März 2012 |
| ------------ | ------- | -------------------------- | ------------------------------------- | --------------------------------- | ---------------------------------- | --------------------------------- | ----------------- |
| Gold         | 30.000  | 20.000                     | 15.000                                | 12.500                            | 15.000                             | 10.000                            | 7.500             |
| Platin       | 60.000  | 40.000                     | 30.000                                | 25.000                            | 30.000                             | 20.000                            | 15.000            |
| 2× Platin    | 120.000 | 80.000                     | 60.000                                | 50.000                            | 60.000                             | 40.000                            | 30.000            |
| Diamant      | –       | 400.000                    | 300.000                               | 250.000                           | 300.000                            | 200.000                           | 150.000           |

### Internationale Alben
Die Verleihungsgrenzen für internationale Alben sind bis 2006 identisch mit den nationalen Alben.
| Auszeichnung | bis 31. August 2010 | seit 1. September 2010 |
| ------------ | ------------------- | ---------------------- |
| Gold         | 10.000              | 7.500                  |
| Platin       | 20.000              | 15.000                 |
| 2× Platin    | 40.000              | 30.000                 |
| Diamant      | 200.000             | 150.000                |

### Singles
| Auszeichnung | ab 1977 | seit 1. März 2012 |
| ------------ | ------- | ----------------- |
| Gold         | 60.000  | 75.000            |
| Platin       | 120.000 | 150.000           |
| 2× Platin    | 240.000 | 300.000           |

### Videoalben
| Auszeichnung | seit 1. März 2012 |
| ------------ | ----------------- |
| Gold         | 7.500             |
| Platin       | 15.000            |
| 2× Platin    | 30.000            |

## Mitglieder
| Unternehmen - Alpha Music - Dyna Music - Galaxy Records - GMA Records - Ivory Music & Video - MCA Music (auch bekannt als: Universal Music Philippines) - PolyEast Records - Praise Music - Star Music - Universal Records - Vicor Music - Viva Records - Warner Music Philippines | Partner - Aika Records - Amtrust Leisure Corporation - Bellhaus Entertainment - Business and Arts - BWB Records and Music Productions - HOMEWORKZ Entertainment Services - Jesuit Communications Foundation - Musikatha Ministries Foundation - Pineapple Riddims Recording Company - Shepherd’s Voice Publications - Signature Music - Vertical Brew Music |